# Игнатьев, Алексей Александрович
Алексей Александрович Игнатьев (15 августа 1895 — 4 апреля 1977) — генерал-майор танковых войск ВС СССР, первый начальник Челябинского высшего танкового командного училища в 1941—1942 годах, доктор военных наук, писатель.

## Биография
Родился 15 августа 1895 года в Великих Луках. Русский. Окончил в 1910 году железнодорожное училище. С июня 1916 года по 1918 год служил в Русской императорской армии, имел звание старшего унтер-офицера. Член ВКП(б) с 1918 года, с 1 сентября 1919 года служил в РККА командиром взвода 1-го запасного стрелкового полка Петроградского военного округа, с 1 ноября того же года служил в 18-й отдельной сапёрной роте 6-й стрелковой дивизии командиром взвода (со 2 апреля 1921 года помощник командира роты). Участник боёв против Юденича и против Эстонской Республики, а также советско-польской войны.
С 4 июня 1921 года — командир взвода Петроградского военно-инженерного техникума, с 25 июня — командир взвода 3-й сапёрной роты 1-го инженерного батальона, с июля — временно исполняющий должность командира 31-й отдельной сапёрной роты 11-й стрелковой дивизии. С 11 октября в дорожно-мостовой роте 1-го инженерного батальона как помощник командира (с января 1922 года — командир роты). С февраля по август 1922 года был в командировке в селе Грузино Новгородской губернии. С августа 1922 года был помощником командира 1-го инженерного батальона, с октября — временно исполняющим должность командира сапёрного батальона Петроградского военного округа.
В 1923 году окончил 14-ю Полтавскую пехотную школу и Ленинградские вечерние общеобразовательные курсы. В январе того же года был назначен начальником школы 11-го сапёрного батальона 11-го стрелкового корпуса, с февраля 1924 года — помощник командира этого же батальона. С августа 1924 по июль 1927 года был слушателем Военной академии имени РККА М. В. Фрунзе, после её окончания назначен начальником штаба 296-го стрелкового полка 99-й стрелковой дивизии (Украинский военный округ). По совместительству с ноября 1927 по февраль 1932 года был военруком Смоленского института сахарной промышленности, с января 1929 года — начальник штаба моторизованного отряда 45-й стрелковой дивизии. С ноября 1930 года старший руководитель Ленинградских бронетанковых курсов комсостава.
С мая 1931 по август 1932 года — слушатель Технических курсов ОСОАВИАХИМа. После их окончания назначен командиром-руководителем тактики Военной академии механизации и моторизации имени Сталина, с марта 1933 года — старший руководитель тактики в академии. В марте 1936 года назначен начальником штаба 6-й отдельной танковой бригады, в сентябре 1937 года назначен старшим преподавателем тактики в академии механизации и моторизации. Полковник с 12 февраля 1938 года, с марта того же года временно исполняющий должность начальника кафедры тактики в академии. 12 апреля 1940 года назначен старшим инспектором 1-го отделения Управления начальника пехоты Красной армии, в августе 1940 года назначен помощником генерал инспектора автобронетанковых войск при Народном комиссариате обороны.
15 июля 1941 года, уже после начала Великой Отечественной войны был назначен исполняющим должность начальника Челябинского танко-технического училища, пробыл на должности до 5 мая 1942 года. В июле 1942 года назначен заместителем начальника управления боевой подготовки Главного автобронетанкового управления Красной Армии. 18 марта 1943 года назначен заместителем командующего БТиМВ Брянского фронта: проводил работу по вопросам увязки взаимодействия частей 3-й и 4-й танковых армий. 15 ноября 1943 года произведён в генерал-майоры танковых войск, а 15 декабря — заместителем начальника кафедры тактики высших соединений Военной академии бронетанковых и механизированных войск имени Сталина. С 1 мая 1945 года — исполняющий должность начальника кафедры штабной службы, 27 июля 1946 года официально назначен начальником кафедры штабной службы. На фронте Великой Отечественной войны находился с июня по август 1941 и с марта по ноябрь 1943 годов.
С 31 марта 1950 года генерал-майор Игнатьев был в распоряжении командующего БТиМВ Советской армии. 30 июня назначен начальником кафедры тактики (с 12 мая 1954 года кафедра тактики и военного искусства) Военно-юридической академии РККА. 10 сентября 1955 года уволен в запас по статье 59а с правом ношения военной формы.
Умер 4 апреля 1977 года. Похоронен в Москве на Кузьминском кладбище,
Супруга — Анна Ивановна Игнатьева (1903—1990). Дочь — Зинаида Алексеевна Игнатьева, народная артистка России, профессор Московской государственной консерватории им. П. И. Чайковского. По воспоминаниям родных и близких, Алексей Александрович умел играть на гитаре, рояле и баяне. В 1930-е годы во время репрессий он неоднократно заступался за своих подчинённых: среди спасённых от репрессий был Андрей Константинович Родионов.
Личные вещи, документы и фотографии генерал-майора ныне входят в фонды Краеведческого музея Великих Лук.

## Награды
- Орден Ленина (21 февраля 1945) — за долголетнюю и безупречную службу в Красной Армии[6]
- Орден Красного Знамени (дважды):
  - 3 ноября 1944 — за долголетнюю и безупречную службу в Красной Армии[7]
  - 2 сентября 1950 — за долголетнюю и безупречную службу в Советской Армии[8][9]
- Орден Красной Звезды (27 августа 1943) — за образцовое выполнение заданий Командования на фронте в борьбе с немецкими захватчиками и проявленные при этом доблесть и мужество[4]
- Медаль «XX лет Рабоче-Крестьянской Красной Армии»[4] (1938)[1]
- Медаль «За победу над Германией в Великой Отечественной войне 1941—1945 гг.» (22 июня 1945)[10]
- иные медали[1]
- почётная грамота и пистолет «Mauser» от Реввоенсовета СССР (1928)[4]

## Комментарии
1. ↑  По другим данным — кандидат военных наук, доцент[2].
2. ↑  По другим данным — 5 ноября 1943 года[5]